# Římskokatolická farnost Červená Řečice
Římskokatolická farnost Červená Řečice je územním společenstvím římských katolíků v rámci pelhřimovského vikariátu českobudějovické diecéze.

## O farnosti

### Historie
Plebánie je v Červené Řečici doložena v roce 1280. Od roku 1352 byla Červená Řečice sídlem děkanátu, který byl součástí Kouřimského arcijáhenství. Roku 1680 byla farnost povýšena na děkanství.

### Současnost
Farnost Červená Řečice má sídelního duchovního správce, který je zároveň administrátorem ex currendo ve farnostech Onšov, Hořepník a Košetice.
| Kostel                    | Místo          | Bohoslužba             | Bohoslužba             | Poznámka        |
| ------------------------- | -------------- | ---------------------- | ---------------------- | --------------- |
| Kaple                     | Bácovice       | neslouží se pravidelně | neslouží se pravidelně | obecní kaple    |
| Kaple                     | Bitětice       | neslouží se pravidelně | neslouží se pravidelně | obecní kaple    |
| Kostel sv. Maří Magdaleny | Červená Řečice | neděle pátek           | 8.00 18.00             | farní kostel    |
| Oratorium                 | Červená Řečice | pondělí úterý sobota   | 18.00 7.30             | na faře         |
| Kostel Božího Těla        | Červená Řečice | neslouží se pravidelně | neslouží se pravidelně | filiální kostel |
| Kaple Panny Marie         | Křelovice      | neslouží se pravidelně | neslouží se pravidelně | obecní kaple    |
| Kaple                     | Milotice       | neslouží se pravidelně | neslouží se pravidelně | obecní kaple    |
| Kaple                     | Milotičky      | neslouží se pravidelně | neslouží se pravidelně | obecní kaple    |
| Kaple                     | Popelištná     | neslouží se pravidelně | neslouží se pravidelně | obecní kaple    |
| Kaple sv. Martina         | Rovná          | neslouží se pravidelně | neslouží se pravidelně | obecní kaple    |
| Kaple                     | Těchoraz       | neslouží se pravidelně | neslouží se pravidelně | obecní kaple    |